# Parti démocrate (Yougoslavie)
Pour les articles homonymes, voir Parti démocrate.
Le Parti démocrate (serbo-croate : Demokratska stranka ; en cyrillique, Демократска странка, abrégé en DS) était un parti politique yougoslave, qui fut l'un des principaux mouvements durant la période monarchique.

## Histoire
Le Parti démocrate, dirigé par Ljubomir Davidović, est formé en 1919, après la Première Guerre mondiale, lors de la fondation de la Yougoslavie par la fusion du royaume de Serbie, du royaume du Monténégro et de l'État des Slovènes, Croates et Serbes : le mouvement est lui-même à l'origine une coalition de plusieurs partis serbes. Il détient 115 sièges au parlement intérimaire qui précède l'élection de l'Assemblée constituante. L'année suivante, il remporte la majorité des voix sur le plan national mais, du fait de la répartition régionale des sièges, voit son nombre de députés descendre à 92. Il est alors talonné par le Parti radical populaire de Nikola Pašić. Les élus du Parti démocrate comptent une majorité de Serbes, mais également 11 Croates et 3 Slovènes Davidović est premier ministre de 1919 à 1920, puis à nouveau en 1924. 
Contrairement à la majorité des autres partis politiques yougoslaves, les Démocrates tentent de s'adresser, non pas à une nationalité particulière, mais à l'ensemble des sujets du royaume. Les seuls autres partis à faire de même sont l'Union agrarienne et le Parti communiste de Yougoslavie, qui est très rapidement interdit. Cela vaut aux Démocrates comme aux Agrariens d'être sanctionnés par les électeurs lors des législatives de 1923 : le Parti démocrate, parcouru de divisions, tombe alors à 51 députés.
Le Parti démocrate demeure néanmoins l'un des principaux partis politiques du pays, participant à divers gouvernements jusqu'au coup de force réalisé en 1931 par le roi Alexandre Ier, qui met en place un régime autoritaire. Les Démocrates sont alors renvoyés dans l'opposition. En mars 1941, le chef du parti, Milan Grol, participe au gouvernement de Dušan Simović après le coup d'État qui a renversé le régent pro-allemand. L'invasion de la Yougoslavie par les forces de l'Axe Rome-Berlin contraint une partie des chefs des Démocrates à la clandestinité ou à l'exil. Milan Grol participe au gouvernement royal en exil à Londres, tandis que, dans le cadre de la guerre de résistance, on retrouve des cadres du parti aussi bien dans l'entourage du leader tchetnik Draža Mihailović qu'aux côtés des Partisans de Tito. Ivan Ribar, ancien vice-président du Parti démocrate dont les deux fils participent au mouvement de Tito, est ainsi élu en novembre 1942 à la présidence du Conseil antifasciste de libération nationale de Yougoslavie ; il rejoint par la suite le Parti communiste.
Alors que la libération du pays est en cours et alors que Tito a pris Belgrade, Milan Grol revient en Yougoslavie participe en mars 1945 au gouvernement de coalition, en tant que ministre sans portefeuille. Mais il démissionne au bout de quelques mois, Tito ayant totalement marginalisé les non-communistes au sein du gouvernement. Les Démocrates se présentent ensuite aux élections de novembre 1945 mais, victime de pressions de toutes sortes et d'une campagne diffamatoire de la part des communistes, ils retirent leurs candidats, laissant le camp de Tito seul en lice. Après-guerre, le Parti communiste devient parti unique et le Parti démocrate est interdit. L'actuel Parti démocrate serbe, fondé en 1990 au moment de la fin du régime communiste yougoslave, se présente comme son successeur.